# Commission historique nationale des Philippines
La Commission historique nationale des Philippines (en filipino, Pambansang Komisyong Pangkasaysayan ng Pilipinas ; en anglais, National Historical Commission of the Philippines) est une agence gouvernementale responsable de la commémoration, de la promotion et de la préservation du patrimoine historique et de l'histoire nationale.
Sa création remonte à 1933 avec le « Comité philippin pour la recherche historique et les plaques commémoratives », qui devient en 1935 le Comité historique des Philippines, présidé par Encarnación Alzona de 1959 à 1966. En 1965 l'agence devient la « Commission historique nationale », puis l'« Institut historique national » en 1972. Elle prend sa dénomination actuelle en 2010.
Elle est basée à Manille.